# NGC 5373
NGC 5373 is een compact sterrenstelsel in het sterrenbeeld Maagd. Het hemelobject werd op 8 mei 1864 ontdekt door de Duitse astronoom Albert Marth.

## Synoniemen
- ZWG 46.14
- NPM1G +05.0406
- PGC 49620